# Aggius
Aggius (topónimo oficial en lengua sarda) o Agghju (topónimo cooficial en lengua galluresa) es un municipio situado en el territorio de la Provincia de Sácer, en Cerdeña (Italia).

## Demografía
| Gráfica de evolución demográfica de Aggius entre 1861 y 2001 |
|                                                              |
| Fuente ISTAT - elaboración gráfica de Wikipedia              |